# Rzęśl wielkoowockowa
Rzęśl wielkoowockowa (Callitriche stagnalis  Scop.) – gatunek rośliny z rodziny babkowatych. Jako gatunek autochtoniczny występuje w Europie, od Islandii i Azorów na zachodzie po Ural na wschodzie. Został zawleczony do Ameryki Północnej, Australii, Nowej Kaledonii i Nowej Zelandii. W Polsce rośnie w zachodniej części kraju.

## Morfologia

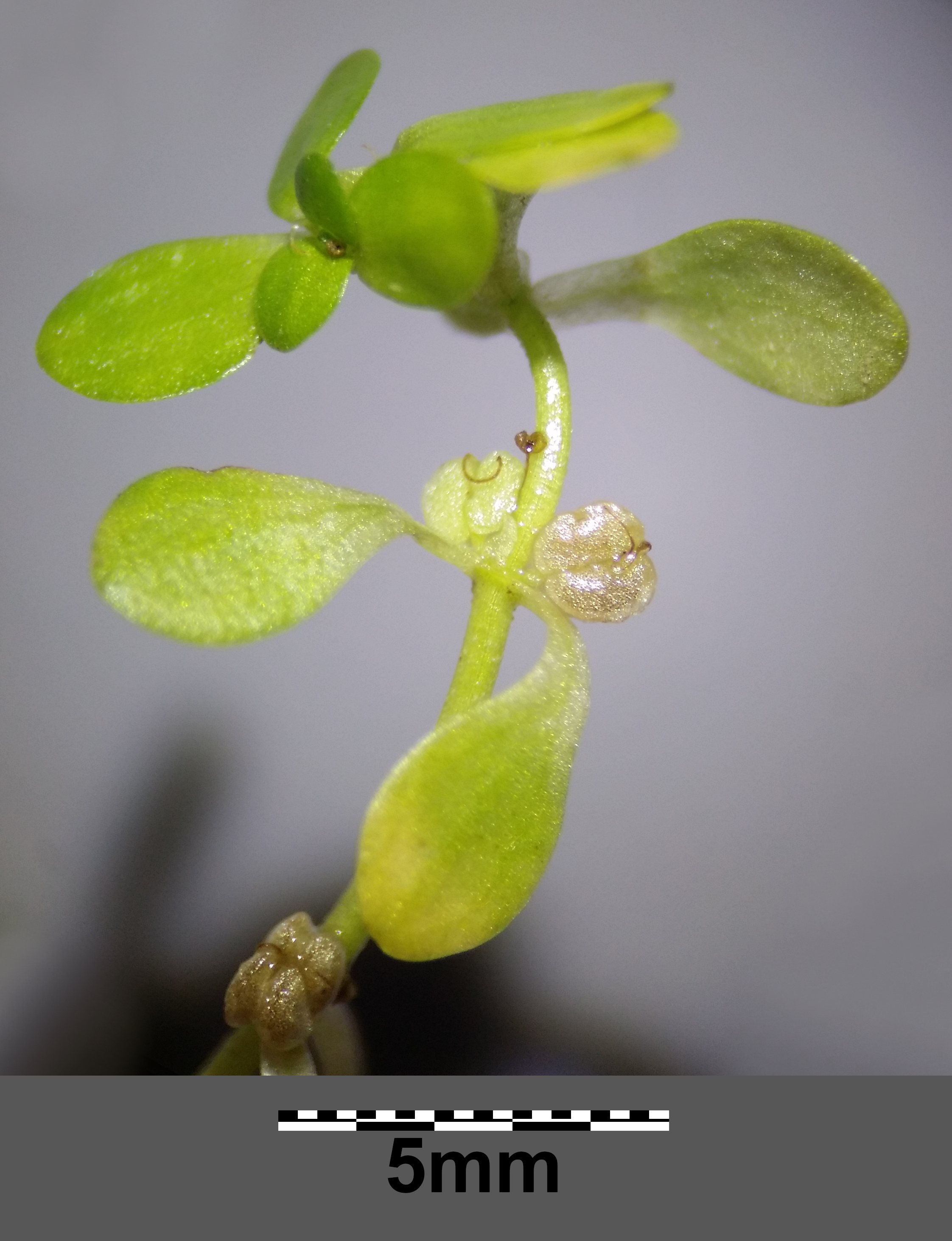
Pęd z owocami

PokrójRoślina pokryta niewielkimi, gwiazdkowatymi włosami, zanurzona w wodzie.
ŁodygaO długości 10–70 cm.
LiścieJasnozielone, jajowate lub łopatkowate, 1-3-nerwowe. Liście szczytowe skupione w różyczkę.
KwiatyNadwodne. Dwa podkwiatki, sierpowato zgięte. Szyjka słupka wzniesiona, o długości 2–3 mm. Pyłek żółty.
OwocSzeroko, przejrzyście obłoniony, okrągławy, brązowy, o średnicy 1,6–2 mm.

## Biologia i ekologia
Bylina, hydrofit. Rośnie w płytkich wodach stojących. Kwitnie od czerwca do października. Liczba chromosomów 2n = 10.

## Zastosowanie
Surowiec zielarski: napar, alkoholatura, maceraty z ziela (Herba Callitricheae) zawierają: irydoidy, flawonoidy, kwasy fenolowe.
Działanie: rozkurczowe na mięśnie gładkie (spazmolityczne), przeciwzapalne, antyseptyczne, bakteriostatyczne, przeciwwirusowe, hepatoprotekcyjne, moczopędne, immunostymulujące, uspokajające, przeciwkaszlowe. Wskazania: niewydolność wątroby, wirusowe zapalenie wątroby, stany skurczowe układu pokarmowego, układu moczowego i płciowego, stany zapalne gardła, jamy ustnej i przewodu pokarmowego, stany zapalne skóry, zaburzenia w wydzielaniu żółci, owrzodzenia jelit i żołądka.

## Zagrożenia i ochrona
Roślina umieszczona na polskiej czerwonej liście w kategorii DD (stopień zagrożenia nie może być określony). Znajduje się także w Czerwonej księdze gatunków zagrożonych w kategorii LC (najmniejszej troski).